# Ramón Hernández (schermidore)
Ramón Hernández Gala (1º luglio 1953) è un ex schermidore cubano.

## Biografia
Ha partecipato ai Giochi della XXI Olimpiade di Montréal nel 1976.

## Palmarès
In carriera ha conseguito i seguenti risultati:
- Giochi Panamericani:

San Juan 1979: oro nella sciabola a squadre.